# Cymbopogon pospischilii
Cymbopogon pospischilii là một loài thực vật có hoa trong họ Hòa thảo. Loài này được (K.Schum.) C.E.Hubb. mô tả khoa học đầu tiên năm 1949.